# Pere Vigués Guàrdia
Pere Vigués Guàrdia (Terrassa, Vallès Occidental, 1908 – Lussac, França, 2001) fou un sindicalista, militant comunista i assagista català.
Va néixer en el si d'una família obrera de Terrassa. Va exercir diversos oficis manuals i com a sindicalista va ser secretari de "Unió d'Empleats i Tècnics". Va ser l'impulsor de la revista "Terrassa" (1929-1930) i del Cine-Club Avançada. Durant els anys trenta milità al Bloc Obrer i Camperol i al Partit Obrer d'Unificació Marxista. Es donà a conèixer en el món de les lletres al final dels anys vint amb col·laboracions als diaris “L'Opinió” i "El Dia", i al setmanari “Terrassa” (1929-30), del qual va ser redactor en cap. També va col·laborar a "La Batalla" i a "La Nueva Era". Amb la narració "Despertar" va guanyar el concurs de contes socials de l'Ateneu Enciclopèdic Popular de 1934. Durant la guerra civil, treballà durant un temps al Consell d'Economia de Catalunya. Dirigí el diari “Front”, òrgan del POUM, i fou conseller municipal de Terrassa d'octubre de 1936 a febrer de 1937. Va fundar i dirigir l'Institut Maurín a Terrassa. Durant el període de repressió estalinista del POUM col·laborà en la publicació de la premsa clandestina del partit. Lluità al front d'Aragó, a partir del març de 1938. Després visqué exiliat a França, on el 1948 guanyà un premi als Jocs Florals de l'exili. Més endavant edità a Terrassa els assaigs "Catalunya/Socialisme" (Terrassa, 1983) i "Assaig sobre literatura catalana" (1985), el recull de poemes "Metamorfosi" (Terrassa, 1984), i l'autobiografia "Un món hostil" (Terrassa, 1994). A la seva mort, restaren diverses obres seves inèdites.